# Аскаров, Аскар Сайпулаевич
Аскар Сайпулаевич Аскаров (род. 9 октября 1992, Камыш-Кутан, Дагестан, Россия) — российский боец смешанных боевых искусств, ранее выступавший под эгидой UFC в наилегчайшем весе. Сурдлимпийский чемпион по вольной борьбе. В официальном рейтинге UFC занимал 2-ю строчку в наилегчайшем весе.

## Биография
Аскар Аскаров родился и вырос в селе Камыш-Кутан, Ахвахского района.
26 июля 2017 года в составе сборной России завоевал Золото по вольной борьбе на XXIII Летних Сурдлимпийских играх в Турции
В июле 2019 года подписал контракт с UFC. Дебют Аскарова состоялся в рамках турнира UFC Fight Night 159, в котором его соперником стал мексиканец Брэндон Морено, занимающий на тот момент 9-е место в рейтинге своего дивизиона. Бой завершился вничью раздельным решением судей. Последним соперником Аскарова в UFC стал новозеландец Кай Кара-Франс, после поражения которому Аскаров заявил об уходе из организации по состоянию здоровья. В 2023 году заявил о возвращении в MMA, подписав контракт с российским промоушеном ACA.

## Спортивные достижения
- Чемпион организации Absolute Championship Berkut в наилегчайшем весе (2016)[7] —
- Чемпиона России по вольной борьбе среди глухих 2017[8] — ;
- Победитель сурдлимпийских игр (Deaflympics) по вольной борьбе 2017[9] — ;
- Чемпион России по вольной борьбе среди глухих 2018[10] — ;
- Чемпион мира по вольной борьбе среди глухих (World Deaf Wrestling Championships) 2018[11] —
- Заслуженный мастер спорта России (спорт глухих)[12]
- Мастер спорта России по боевому самбо

## Статистика в смешанных единоборствах
| Боёв 17  | Побед 15 | Поражений 1 |
| -------- | -------- | ----------- |
| Нокаутом | 4        | 0           |
| Сдачей   | 7        | 0           |
| Решением | 4        | 1           |
| Ничьи    | 1        | 1           |

| Результат | Рекорд | Соперник             | Способ                          | Турнир                                                               | Дата             | Раунд | Время | Место                   | Примечание |
| --------- | ------ | -------------------- | ------------------------------- | -------------------------------------------------------------------- | ---------------- | ----- | ----- | ----------------------- | ---------- |
| Победа    | 15-1-1 | Алан Гомеш де Кастро | Единогласное решение            | ACA 166 - Magomedov vs. Dolgov                                       | 24 ноября 2023   | 3     | 5:00  | Санкт-Петербург, Россия |            |
| Поражение | 14-1-1 | Кай Кара-Франс       | Единогласное решение            | UFC on ESPN: Блейдс vs. Докас                                        | 26 марта 2022    | 3     | 5:00  | Колумбус, США           |            |
| Победа    | 14-0-1 | Джозеф Бенавидес     | Единогласное решение            | UFC 259                                                              | 7 марта 2021     | 3     | 5:00  | Лас-Вегас, США          |            |
| Победа    | 13-0-1 | Алешандре Пантожа    | Единогласное решение            | UFC Fight Night: Figueiredo vs. Benavidez 2                          | 18 июля 2020     | 3     | 5:00  | Абу-Даби, ОАЭ           |            |
| Победа    | 12-0-1 | Тим Эллиотт          | Единогласное решение            | UFC 246                                                              | 18 января 2020   | 3     | 5:00  | Лас-Вегас, США          |            |
| Ничья     | 11-0-1 | Брэндон Морено       | Раздельное решение              | UFC Fight Night 159 - Rodriguez vs. Stephens                         | 21 сентября 2019 | 3     | 5:00  | Мехико, Мексика         |            |
| Победа    | 11-0   | Расул Албасханов     | Сабмишном (удушение гильотиной) | ACB 86 Balaev vs. Raisov 2                                           | 5 мая 2018       | 2     | 1:59  | Москва, Россия          |            |
| Победа    | 10-0   | Энтони Леоне         | Сабмишном (твистер)             | ACB 58 Young Eagles 17                                               | 22 апреля 2017   | 3     | 2:41  | Хасавюрт, Россия        |            |
| Победа    | 9-0    | Жозе Мария Томе      | Сабмишном (удушение Брабо)      | ACB 48 Revenge                                                       | 22 октября 2016  | 5     | 1:57  | Москва, Россия          |            |
| Победа    | 8-0    | Руслан Абильтаров    | Сабмишном (удушение сзади)      | ACB 38 - Breakthrough                                                | 20 мая 2016      | 2     | 1:37  | Ростов-на-Дону, Россия  |            |
| Победа    | 7-0    | Марчин Ласота        | Техническим нокаутом (удары)    | ACB 29 - Poland                                                      | 6 февраля 2016   | 2     | 3:35  | Варшава, Польша         |            |
| Победа    | 6-0    | Кирилл Медведовский  | Сабмишном (удушение сзади)      | ACB 22 - St. Petersburg                                              | 12 сентября 2015 | 3     | 3:56  | Санкт-Петербург, Россия |            |
| Победа    | 5-0    | Вячеслав Гагиев      | Техническим нокаутом (удары)    | ACB 17 - Grand Prix Berkut 2015 Stage 4                              | 2 мая 2015       | 3     | 3:03  | Грозный, Россия         |            |
| Победа    | 4-0    | Ваха Кадыров         | Техническим нокаутом (удары)    | Khasavyurt Fight - Dagestan MMA Open Cup 2014                        | 21 июня 2014     | 1     | 3:15  | Хасавюрт, Россия        |            |
| Победа    | 3-0    | Элвин Аббасов        | Сабмишном (рычаг локтя)         | GEFC - Lights of Baku 2                                              | 15 февраля 2014  | 2     | 3:45  | Баку, Азербайджан       |            |
| Победа    | 2-0    | Кантемир Кванжаков   | Техническим нокаутом (удары)    | Sparta Martial Arts Club: Team Sosnovy Bor vs. Team Leningrad Oblast | 8 декабря 2013   | 1     | 2:14  | Сосновый бор, Россия    |            |
| Победа    | 1-0    | Шамиль Амиров        | Сабмишном (удушение сзади)      | Liga Kavkaz Grand Umakhan Battle                                     | 7 июля 2013      | 2     | 2:05  | Хунзах, Россия          |            |

## Социальные сети
- askar_mma
- Аскар Аскаров